# ジュード・ギブス
ジュード・ギブス（Jude Gibbs、2001年7月2日 - ）は、オーストラリア出身のラグビーユニオン選手。ジャパンラグビーリーグワンの九州電力キューデンヴォルテクスに所属している。

## 経歴
ハンターズヒルのセント・ジョセフ・カレッジに通い、2019年にオーストラリア・スクールズ・バーバリアンズとして出場した。 
2025年、スーパーラグビーのレッズのメンバーに選出された。第9節のブランビーズ戦に控えから出場して、プロチームデビューを果たした。
2025年7月、ジャパンラグビーリーグワンの九州電力キューデンヴォルテクスに加入した。